# Thomas Warren Bennett

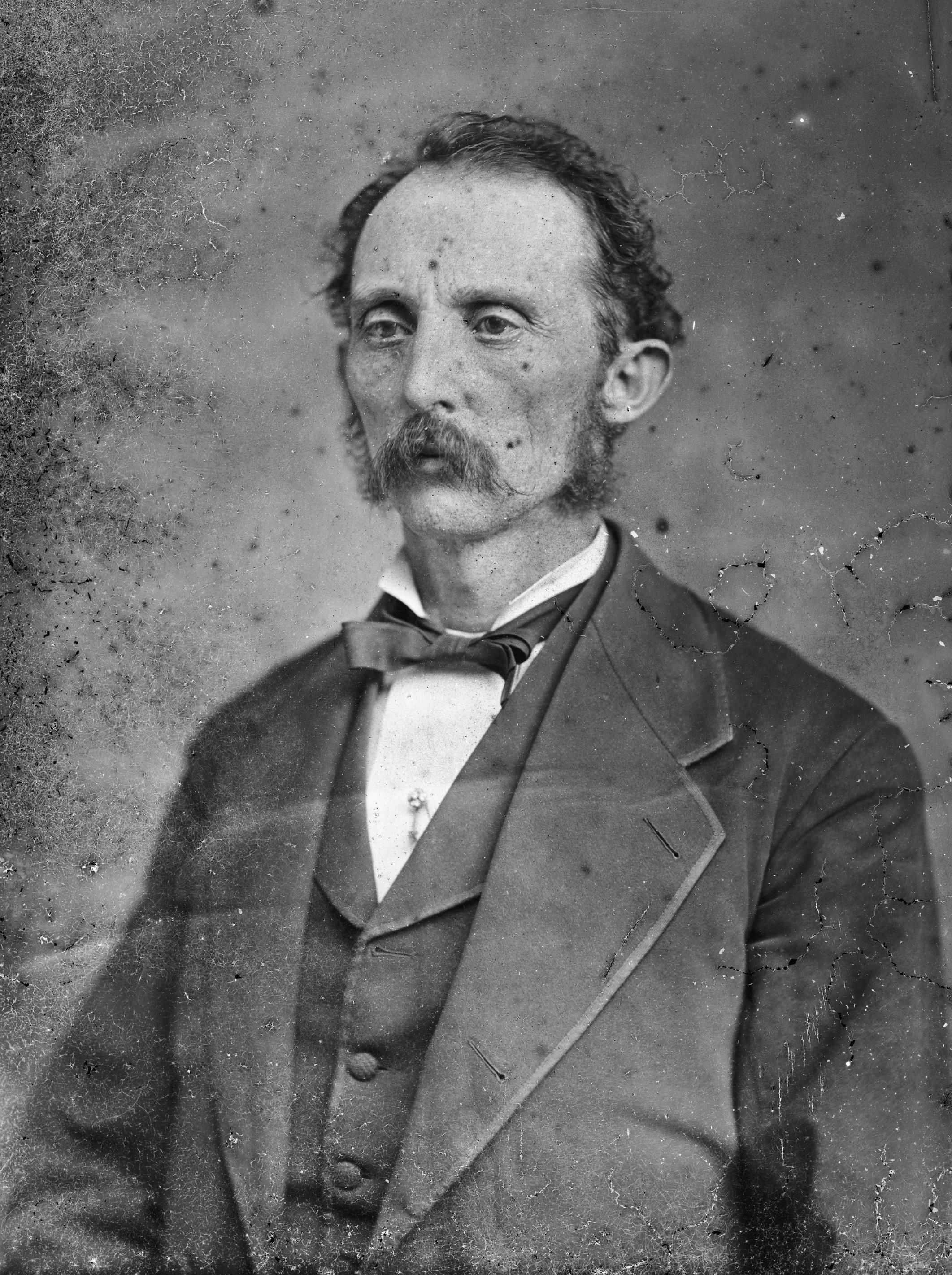
Thomas Warren Bennett

Thomas Warren Bennett (* 16. Februar 1831 im Union County, Indiana; † 2. Februar 1893 in Richmond, Indiana) war ein US-amerikanischer Politiker und von 1871 bis 1874 Gouverneur des Idaho-Territoriums. Von 1875 bis 1876 war er Delegierter im US-Repräsentantenhaus.

## Frühe Jahre und politischer Aufstieg
Thomas Bennett besuchte die öffentlichen Schulen seiner Heimat und studierte anschließend an der Indiana Asbury University, der heutigen DePauw University, Jura. Nach seiner 1855 erfolgten Zulassung als Rechtsanwalt begann er in Liberty in seinem neuen Beruf zu arbeiten. Bennett wurde Mitglied der Republikanischen Partei. Ab 1858 bis zum Ausbruch des Bürgerkriegs gehörte er dem Senat von Indiana an. Während des Krieges stieg er in den Reihen der Unionsarmee bis zum Brigadegeneral auf. Zwischen 1864 und 1867 war er nochmals im Senat von Indiana und von 1869 bis 1870 war er Bürgermeister von Richmond.

## Territorialgouverneur und Kongressmitglied
Im September 1871 wurde Thomas Bennett von Präsident Ulysses S. Grant zum neuen Territorialgouverneur in Idaho ernannt. Dieses Amt übte er bis zum 4. Dezember 1874 aus. In der Zwischenzeit war er aus der Republikanischen Partei ausgetreten und als unabhängiger Kandidat zum Delegierten im US-Kongress gewählt worden. Dieses Mandat konnte er zwischen dem 4. März 1875 und dem 23. Juni 1876 ausüben. An diesem Tag musste er sein Amt aufgeben, weil einer Wahlanfechtung von Stephen S. Fenn stattgegeben wurde, der sein Mandat übernahm.

## Weiterer Lebenslauf
Nach seiner Zeit im Kongress wurde Bennett wieder Rechtsanwalt in Richmond. Von 1877 bis 1883 und nochmals zwischen 1885 und 1887 war er wieder Bürgermeister dieser Stadt, in der er im Jahr 1893 verstarb.